# Irkowszczyzna
Irkowszczyzna – dawny folwark na Białorusi, w obwodzie grodzieńskim, w rejonie brzostowickim, w  sielsowiecie Olekszyce.
W dwudziestoleciu międzywojennym folwark leżał w Polsce, w województwie białostockim, w powiecie grodzieńskim, w gminie Brzostowica Mała.
Według Powszechnego Spisu Ludności z 1921 roku zamieszkiwało tu 14 osób, wszystkie wyznania rzymskokatolickiego i deklarowali polską przynależność narodową. Było tu 2 budynki mieszkalne.